# Olga Botner

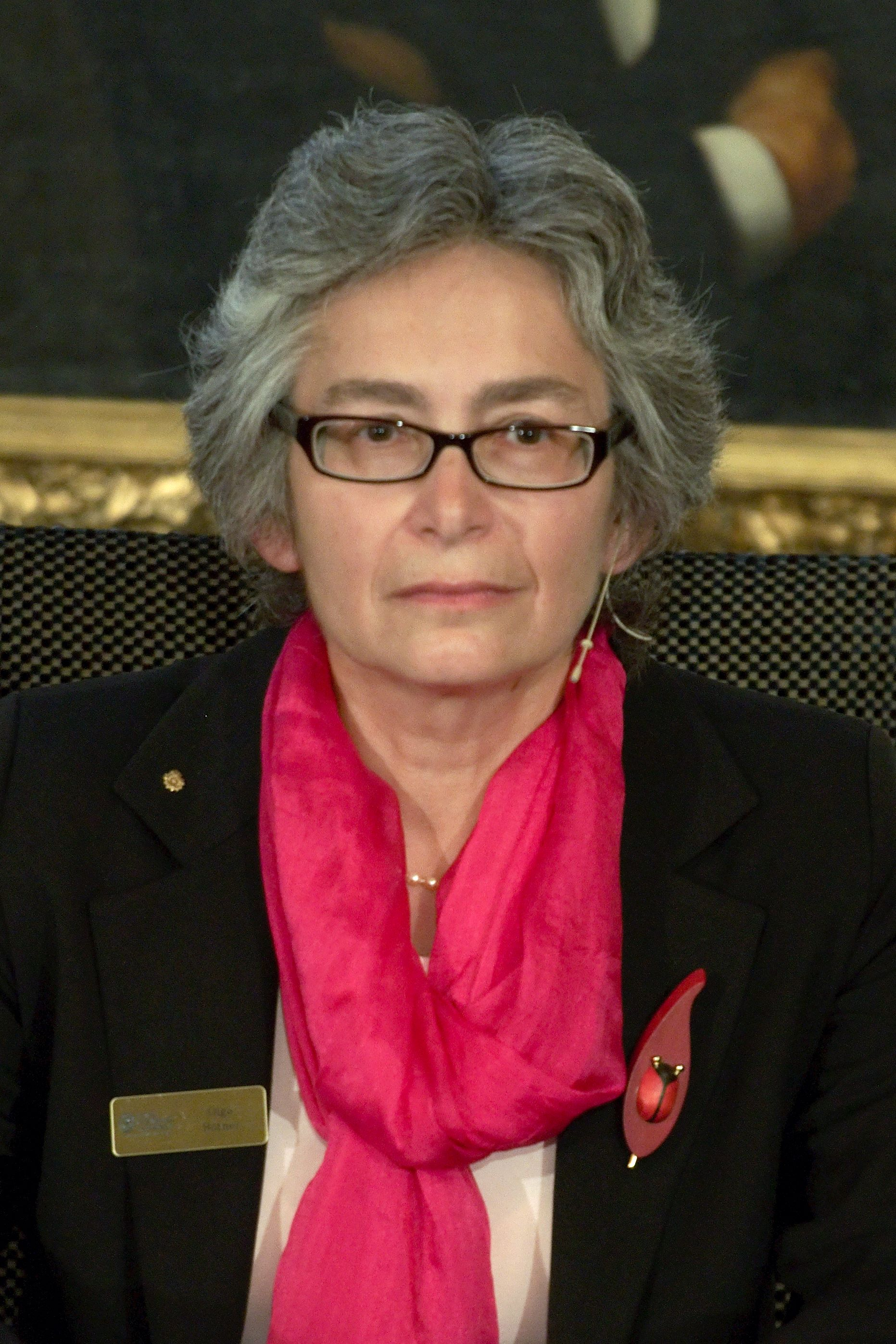
Olga Botner (2012)

Olga Botner (* 23. April 1953 in Warschau, Polen) ist eine dänische Professorin für experimentelle Teilchenphysik. Sie war Professorin an der Universität Uppsala und 2018 Vorsitzende des Nobelkomitees für Physik.
Olga Botner wurde 1985 am Niels-Bohr-Institut der Universität Kopenhagen promoviert. Sie war seit 1986 Forscherin und Hochschullehrerin an der Universität Uppsala tätig und hatte zuletzt den Lehrstuhl für experimentelle Elementarteilchenphysik an der Fakultät für Physik und Astronomie inne.
Botner wurde 2001 zum Mitglied der Königlich Schwedische Akademie der Wissenschaften gewählt. Als Mitglied des Nobelkomitees für Physik präsentierte sie 2011 und 2013 die Nobelpreisträger für Physik.